# Anotis
Anotis là một chi thực vật có hoa trong họ Thiến thảo (Rubiaceae).

## Loài
Chi Anotis gồm các loài: